# فيليب غريفز (تريثلت)
فيليب غريفز (بالإنجليزية: Philip Graves)‏ هو تريثلت بريطاني، ولد في 7 أبريل 1989 في يورك في المملكة المتحدة.

## وصلات خارجية
- الموقع الرسمي
- فيليب غريفز على موقع اتحاد الترياتلون الدولي (الإنجليزية)
- فيليب غريفز على موقع IAT Triathlon Database (الإنجليزية)